# Епифаний (Киккотис)
Митрополи́т Епифа́ний Кикко́тис (греч. Μητροπολίτης Επιφάνιος Κυκκώτης; 1839 — 5 февраля 1899) — епископ Кипрской православной церкви, митрополит Пафский.

## Биография
Родился в 1839 году в деревне Галата (ныне округ Никосия).
В 1853 году принят послушником в Киккский монастырь. Учился в греческой школе Никосии и продолжил обучение в Бейруте.
В октябре 1867 года он был рукоположен в сан пресвитера. Служил в клире Киккского монастыря. В июне 1883 года настоятель Киккского монастыря архимандрит Софроний, которому из-за старости и болезней трудно было управлять монастырём, назначил Епифания своим наместником (αντιπρόσωπος). В данном статусе он управлял Монастырём Киккос до 1890 года. В 1886 году он получил чин эконома.
12 апреля 1890 года в храме святого Иоанна в Никосии был рукоположён во епископа Пафского с возведением в сан митрополита. Хиротонию совершили: Архиепископ Кипрский Софроний III, митрополит Китийский Хрисанф (Иоаннидис) и митрополит Киренийский Кирилл (Пападопулос).
Скончался 24 января (5 февраля) 1899 года от сердечной недостаточности.